# 加地法秀
加地 法秀（かじ のりひで、生没年不詳）は南北朝時代の武将。越後国の国人。加地資秀の子。加地弘秀の父。
加地氏は揚北衆佐々木党。
南朝方として新田義宗に仕え、北朝方の足利尊氏と上野国などで戦った。しかし、正平23年（応安元年/1368年）に上野国沼田荘で義宗が戦死してからは没落した。